# غادس (جنس)
الغَادُس أو الغُدس أو الغَيْدَس (الاسم العلمي: Gadus) جنس من الأسماك ينتمي إلى فصيلة الغادسيات. كما يستخدم الاسم البقلة كذلك جزءًا من الاسم العام لعدد من الأسماك الأخرى، وهناك أنواع يقترح أنها تنتمي إلى الجنس غادس ولا يطلق عليها اسم البقلة (بولوك ألاسكا).
وأهم نوعين من أنواع الغادس هي بقلة المحيط الأطلنطي (Gadus morhua)، والذي يعيش في المياه الباردة ومناطق البحار العميقة في المحيط الأطلنطي الشمالي، وبقلة المحيط الهادي (Gadus macrocephalus)، الذي يوجد في المناطق الشرقية والغربية للمحيط الهادي الشمالي.
وسمك البقلة مشهور كطعام وله نكهة خفيفة ويتميز بأنه سمك أبيض كثيف ومتقشر. ويُستخدم كبد سمك البقلة من أجل عمل زيته، وهو مصدر هام من مصادر فيتامين أ وفيتامين د وفيتامين هـ وأحماض أوميجا 3 الدهنية EPA وDHA. ويطلق على صغار سمك بقلة المحيط الأطلنطي أو الحدوق التي تجهز في شكل شرائح اسم سكورود (scrod). وفي المملكة المتحدة، يعد سمك بقلة المحيط الأطلنطي واحدًا من أشهر مكونات الأسماك والشرائح، بالإضافة إلى الحدوق والبلايس. كما أنه يشيع استهلاكه كذلك في البرتغال وإسبانيا وإيطاليا وفرنسا والبرازيل. ويتسم لحم سمك البقلة بالليونة وأنه ميال للتقشر عند طهيه، كما أن لونه أبيض.